# Niels Gomperts
Niels Jonathan Gomperts (Amsterdam, 19 juli 1991) is een Nederlands acteur.

## Biografie
Gomperts maakte zijn debuut met het televisieprogramma V.T.W.G. (Veel Tijd Weinig Geld). Dit maakte hij samen met twee vrienden in opdracht van Villa Achterwerk. Gomperts presenteerde het programma, de vrienden deden het camerawerk, geluid en montage. In 13 afleveringen lieten ze zien wat men voor leuke dingen kan doen met weinig geld.
In 2010 was hij te zien in de film Shocking Blue van Mark de Cloe, wat hem een Gouden Kalfnominatie opleverde voor Beste mannelijke bijrol. De prijs ging aan zijn neus voorbij naar acteur Jeroen Willems die op dat moment zijn vader speelde in een film van de Vlaamse regisseur Christophe Van Rompaey.
Na het succes van het eerste seizoen van Penoza, waar Gomperts Lucien van Walraven vertolkt, de zoon van Monic Hendrickx, is hij tevens te zien in de daarop volgende seizoenen van deze serie.
In 2017 was Gomperts een van de deelnemers van het achttiende seizoen van het RTL 5-programma Expeditie Robinson, hij viel als vijftiende af en eindigde op de 5e plaats. In het voorjaar van 2022 is Gomperts na vijf jaar te zien in het speciale seizoen Expeditie Robinson: All Stars waarin oud (halve)finalisten de strijd met elkaar gaan om de ultieme Robinson te worden, en waar hij de titel in de wacht sleept.

## Filmografie

### Film
- 2010 - Shocking Blue - Jaques
- 2011 - Lena - Daan
- 2012 - Rue Des Invalides (korte film) - Nathan
- 2015 - Parnassus - Volkert
- 2015 - Sneeuwwitje en de zeven kleine mensen - Prins
- 2017 - Broers - Alex
- 2019 - Penoza: The Final Chapter - Luciën van Walraven

### Televisie
- 2008 - V.T.W.G. (Veel Tijd Weinig Geld) - presentatie
- 2010-2017 - Penoza - Luciën van Walraven
- 2010 - Verborgen Verhalen - Sjoerd
- 2011 - Dagen van gras (korte film)
- 2011 - Van God los - Steven (afl. Onder dwang)
- 2012 - Van God los - Dennis Brouwer (afl. Bitch fight)
- 2012 - Flikken Maastricht - joyrider (afl. Een nieuw begin)
- 2013 - 't Schaep in Mokum (afl. 1.07) - kraker Kees Keizer
- 2013 - Aaf (afl. 1.09) - Koos
- 2014 - A'dam - E.V.A. - studiegenoot van Tobias
- 2015 - Zusjes - Maxime
- 2015 - Tessa - Rico Blom
- 2015 - De Zeven Zeeën - afgevallen in aflevering 8
- 2017 - Expeditie Robinson - Als 5de geëindigd
- 2022 - Expeditie Robinson: All Stars - winnaar
- 2022 - Kamp van Koningsbrugge - Afgevallen eerste uitzending
- 2022 - De Alleskunner VIPS - als 14de geëindigd